# Denis Houf
Denis Houf (Magnée, 16 februari 1932 – Luik, 7 december 2012) was een Belgisch voetballer die speelde als aanvaller. Hij voetbalde in Eerste klasse bij Standard Luik en Club Luik en speelde 26 interlands met het Belgisch voetbalelftal.

## Loopbaan
Houf debuteerde in 1948 op 16-jarige leeftijd als aanvaller in het eerste elftal van Standard Luik. Hij verwierf er in het seizoen 1950/51 een basisplaats in de ploeg. Houf werd met Standard driemaal landskampioen (1958, 1961 en 1963) en won eenmaal de Beker van België (1955). Houf bereikte met de ploeg de halve finales van de Europacup I 1961/62 waarin ze verloren van Real Madrid. Hij bleef er voetballen tot in 1964 en speelde voor Standard 379 officiële wedstrijden waarin hij 101 doelpunten scoorde.
In 1964 trok Houf naar stadsgenoot Club Luik, eveneens actief in Eerste klasse. Met de club werd Houf in 1967 nog derde in de Belgische competitie en speelde hij Europees in de Jaarbeursstedenbeker. In 1968 zette Houf een punt achter zijn spelerscarrière. Hij speelde in totaal ruim 400 wedstrijden in Eerste klasse en scoorde daarin 105 doelpunten.
Tussen 1954 en 1961 speelde Houf 26 wedstrijden met het Belgisch voetbalelftal en scoorde hierin in totaal vijf doelpunten. Op het Wereldkampioenschap voetbal 1954 in Zwitserland speelde hij één wedstrijd.

## Belgische Gouden Schoen
In 1961 werd Houf in de rangschikking voor de Belgische Gouden Schoen met twee punten verslagen door Paul Van Himst, anno 2025 nog steeds het kleinste verschil waarmee een Gouden Schoen verloren werd.